# Schahinschahr o Meymeh (Verwaltungsbezirk)
Schahinschahr o Meymeh (persisch شهرستان شاهین شهرومیمه) ist ein Schahrestan in der Provinz Isfahan im Iran. Er enthält die Stadt Schahinschahr, welche die Hauptstadt des Verwaltungsbezirks ist.

## Demografie
Bei der Volkszählung 2016 betrug die Einwohnerzahl des Schahrestan 234.667. Die Alphabetisierung lag bei 93 Prozent der Bevölkerung. Knapp 94 Prozent der Bevölkerung lebten in urbanen Regionen.
| Zensusjahr | Einwohnerzahl |
| ---------- | ------------- |
| 2006       | 182.394       |
| 2011       | 196.584       |
| 2016       | 234.667       |